# Peuple du NunatuKavut
Ne doit pas être confondu avec Nunatsiavut.
Les NunatuKavummiut (également appelés le peuple du NunatuKavut, les Métis du Labrador ou les Inuits-Métis) sont un peuple autochtone du Canada. Ils vivent dans le centre et le sud du Labrador et sont d'origine mixte inuits et européenne. Ils ne sont pas liés aux Métis de la rivière Rouge de l'Ouest canadien et ne sont pas considérés comme des « Métis ».
Nunatuĸavut ou NunatuKavut signifie « Notre terre ancestrale » dans le dialecte ancestral inuttitut (ou inuttut) des NunatuKavummuit. La région inuite englobe le sud du Labrador, de la Grande Rivière (nommée fleuve Churchill par Terre-Neuve), au sud jusqu'à Lodge Bay et à l'ouest jusqu'à la frontière officielle entre le Québec et le Labrador. Cependant, la zone d'utilisation des terres est beaucoup plus étendue.

## Nomenclature
Le terme exact pour désigner le peuple du NunatuKavut est incertain. Historiquement, des termes tels que « Métis » ou « colons » ont été utilisés (le premier était aussi couramment utilisé pour désigner les Métis). Les termes actuels incluent « Inuit-Métis », « Inuit du Sud » et « Kablunângajuit ».

## Histoire

### Arrivée dans le sud du Labrador
Le peuple est le seul ancêtre des Inuits du sud du Labrador qui, selon eux, ont occupé et utilisé la région de façon continue pendant près de mille ans, bien avant que le gouvernement de Terre-Neuve ne fasse une véritable incursion dans la région au début du XXe siècle.
Selon une théorie, les Inuits sont arrivés au Labrador au XVe siècle en provenance de l'île de Baffin. Des preuves archéologiques montrent qu'ils vivaient aussi loin au sud que la région de la baie Sandwich.

### Contact avec les Européens
Les Inuits étaient en conflit avec les baleiniers basques et français à partir du milieu des années 1500.

### Traité de 1765
Après la défaite de la France lors de la guerre de Sept Ans, la Grande-Bretagne revendiqua le Labrador. Le gouverneur britannique de Terre-Neuve, Sir Hugh Palliser, a signé un traité avec les Inuits du sud du Labrador en 1765.

### Métissage
Au XIXe siècle, des hommes européens se sont installés, ont pris des femmes inuites et se sont assimilés de façon permanente à la culture locale. Bien qu'influencés à bien des égards par des contacts prolongés avec les travailleurs saisonniers et les commerçants, la culture et le mode de vie sont restés clairement inuits.

## Distribution
Le NunatuKavut se compose d'une région du sud du Labrador qui englobe les communautés de Lodge Bay (située sur la rivière Lodge) aux communautés situées sur la côte de la baie Sandwich (Paradise River et Cartwright). Cependant, il existe également des populations notables de personnes d'ascendance mixte européenne et inuite dans d'autres régions du Labrador. De nombreux Inuits du sud du Nunatsiavut descendent de commerçants de fourrures qui travaillaient dans la région. Le NunatuKavut a également connu une grande diaspora dans de nombreuses autres régions du Labrador, comme Happy Valley-Goose Bay et les communautés situées le long du détroit de Belle Isle et le NunatuKavut a également une grande diaspora vivant sur l'île de Terre-Neuve. De nombreux résidents de la communauté québécoise de Saint-Augustin sont également d'origine inuite et européenne.

## Organisation
L'organisation qui prétend parler au nom des Inuits-Métis du Labrador s'appelait à l'origine la Nation des Métis du Labrador (Labrador Métis Nation) et a été formée au début des années 1980. En 2010, ce groupe a changé son nom en NunatuKavut (le même que le territoire qu'ils revendiquent).
Ils sont membres du Congrès des peuples autochtones avec d'autres groupes autochtones non inscrits.

## Revendication territoriale
Les Inuits-Métis du Labrador revendiquent le NunatuKavut comme leur patrie et sont en train de déposer une revendication territoriale autochtone auprès des tribunaux canadiens. Ils sont également actifs dans les débats sur le projet hydroélectrique du Bas-Churchill et le barrage des chutes Muskrat.